# Аркдейл (Вісконсин)
Аркдейл (англ. Arkdale) — переписна місцевість (CDP) в США, в окрузі Адамс штату Вісконсин. Населення — 201 особа (2020).

## Географія
Аркдейл розташований за координатами 44°1′34″ пн. ш. 89°53′10″ зх. д. / 44.02611° пн. ш. 89.88611° зх. д. (44.026185, -89.886090).  За даними Бюро перепису населення США в 2010 році переписна місцевість мала площу 5,75 км², з яких 5,55 км² — суходіл та 0,20 км² — водойми.

## Демографія
Згідно з переписом 2010 року, у переписній місцевості мешкало 158 осіб у 83 домогосподарствах у складі 47 родин. Густота населення становила 27 осіб/км².  Було 164 помешкання (29/км²).
Расовий склад населення:
| - 98,7 % — білих |

До двох чи більше рас належало 0,6 %. Частка іспаномовних становила 4,4 % від усіх жителів.
За віковим діапазоном населення розподілялося таким чином: 13,3 % — особи молодші 18 років, 50,6 % — особи у віці 18—64 років, 36,1 % — особи у віці 65 років та старші. Медіана віку мешканця становила 58,3 року. На 100 осіб жіночої статі у переписній місцевості припадало 129,0 чоловіків;  на 100 жінок у віці від 18 років та старших — 124,6 чоловіків також старших 18 років.
Середній дохід на одне домашнє господарство  становив 45 668 доларів США (медіана — 31 250), а середній дохід на одну сім'ю — 71 344 долари (медіана — 68 750). За межею бідності перебувало 12,4 % осіб, у тому числі 35,7 % дітей у віці до 18 років та 19,3 % осіб у віці 65 років та старших.
Цивільне працевлаштоване населення становило 73 особи. Основні галузі зайнятості: мистецтво, розваги та відпочинок — 28,8 %, виробництво — 20,5 %, транспорт — 13,7 %, освіта, охорона здоров'я та соціальна допомога — 12,3 %.